# Beretta Pico
La Beretta Pico è una pistola tascabile semi-automatica prodotta dall'azienda italiana Beretta.

## Descrizione
La Beretta Pico è equipaggiata per sparare munizioni .380 ACP. Misura 5,1 pollici di lunghezza, 4 pollici di altezza e 0,725 pollici di larghezza; la lunghezza della canna è di 2,7 pollici e la pistola pesa 330 grammi. La Pico è una pistola Double Action Only (DAO), ovvero non può sparare in singola azione. Il telaio della pistola è realizzato in polimero. Il carrello è realizzato principalmente in acciaio inossidabile, ad eccezione delle mire metalliche. Il caricatore contiene 6 colpi; un ulteriore colpo può essere tenuto nella canna.